# Sant Joan de les Abadesses
Sant Joan de les Abadesses is een gemeente in de Spaanse provincie Girona in de regio Catalonië met een oppervlakte van 54 km². Sant Joan de les Abadesses telt 3.342 inwoners (1 januari 2016).

## Demografische ontwikkeling
Bron: INE, 1857-2011: volkstellingen
Opm.: In 1857 werd de gemeente Santa Lucía aangehecht; in 1877 werd de gemeente Ribera aangehecht

## Bezienswaardigheden
- Monestir de Sant Joan de les Abadesses werd gesticht in 887 maar de huidige kloosterkerk werd in de 12e eeuw gebouwd. Ze bezit een romaans chevet dat bestaat uit een centrale apsis en vier absidiolen. De kleine gotische kloostergang stamt uit de 15e eeuw. Het retabel van de 'Virgen Blanca' werd door Florentijnse kunstenaars vervaardigd in 1343. Het meest waardevolle en opvallende kunstwerk is de romaanse beeldengroep die dateert van 1250. Het werk wordt de 'Descendimiento' of ook nog het 'Santísimo Misterio' genoemd.
- De ruïnes van de romaanse kerk Sant Pau.